# Bulbophyllum elmeri
Bulbophyllum elmeri es una especie de orquídea del género Bulbophyllum.